# Jonas Paul Carlbaum
Jonas Paul Carlbaum, född 16 januari 1799 i Svea artilleriregemente, Stockholms stad, död 29 januari 1833 i Livgardet till häst församling (folkbokförd i Hedvig Eleonora församling), Stockholms stad, var en basunist och trumpetare vid Kungliga hovkapellet.

## Biografi
Jonas Paul Carlbaum föddes 1799. Han arbetade som fanjunkare vid livgardet till häst musikkår och var från 1 oktober 1820 till 1 juli 1830 basunist vid Kungliga hovkapellet i Stockholm. Från 1 juli 1830 till sin död 1833 var han trumpetare vid Kungliga hovkapellet.